# Eugenio de Salazar
Eugenio de Salazar (Madrid, 1530 – Valladolid, 16 ottobre 1602) è stato uno scrittore ed esploratore spagnolo che attraversò l'oceano Atlantico su una nave spagnola nel XVI secolo. De Salazar compì il viaggio con moglie e famiglia nel 1573, esattamente 81 anni dopo Cristoforo Colombo.

## Biografia
Salazar si distinse nel servizio coloniale spagnolo con compiti amministrativi, come governatore di Tenerife nelle Canarie e giudice delle corti di Guatemala e Messico. Il suo viaggio transoceanico era dovuto alla necessità di assumere l'incarico di giudice sull'isola di Hispaniola.